# Reprezentacja Nowej Zelandii na Mistrzostwach Świata w Narciarstwie Klasycznym 2009
Reprezentacja Nowej Zelandii na Mistrzostwach Świata w Narciarstwie Klasycznym 2009 liczyła 4 sportowców. Najlepszym wynikiem było 43. miejsce (Katherine Calder) w biegu kobiet na 30 km.

## Medale

### Złote medale
Brak

### Srebrne medale
Brak

### Brązowe medale
Brak

## Wyniki

### Biegi narciarskie mężczyzn
Sprint
- Nat Anglem - 108. miejsce (odpadł w kwalifikacjach)
- Benjamin Keith Falconer - 119. miejsce (odpadł w kwalifikacjach)

Bieg na 30 km
- Nat Anglem - 71. miejsce

Bieg na 50 km
- Benjamin Keith Falconer - 58. miejsce
- Nat Anglem - nie ukończył

### Biegi narciarskie kobiet
Sprint
- Katherine Calder - 65. miejsce (odpadła w kwalifikacjach)
- Andrea Fancy - 80. miejsce (odpadła w kwalifikacjach)

Bieg na 10 km
- Katherine Calder - 47. miejsce
- Anrea Fancy - 71. miejsce

Bieg na 15 km
- Katherine Calder - 56. miejsce

Bieg na 30 km
- Katherine Calder - 43. miejsce
- Andrea Fancy - nie wystartowała